# Каваклия (вилает Лозенград)
Каваклия или Кавакли (на турски: Kavaklı, Каваклъ) е село в Източна Тракия, Турция, околия Лозенград, вилает Лозенград.

## География
Селото се намира на 15 километра южно от вилаетския център Лозенград (Къркларели).

## История
В 19 век Каваклия е българско село в Лозенградска кааза на Одринския вилает на Османската империя. По сведения на поп Никола Петканов, в село Каваклия през 1872 година със сигурност е идвал Апостолът на Свободата, Васил Левски. По това време там е учител Мирчо Мирев от Стара Загора, личен приятел на Апостола. Според „Етнография на вилаетите Адрианопол, Монастир и Салоника“, издадена в Константинопол в 1878 година и отразяваща статистиката на населението от 1873 година, Кавакли (Kavakli) е село с 314 домакинства и 1846 жители българи.
След Руско-турската война от 1878 година отделни жители на Каваклия се заселват в Княжество България - в Разградско и в Тутракан. Според статистиката на професор Любомир Милетич в 1912 година в селото живеят 290 български екзархийски семейства или 1087 души.
Според „Одрински глас“ през юли 1907 година селото е на два пъти обискирано от властите и 40 души са арестувани и влачени по разследвания.
При избухването на Балканската война в 1912 година 14 души от Каваклия са доброволци в Македоно-одринското опълчение.
След Междюсъюзническата война в 1913 година, когато селото остава в Турция, българското население на Каваклия се изселва. Бежанците от Каваклия са настанени в селата Ваякьой, днес квартал на Бургас (50 семейства), Ески паслии (32 семейства), Джанкардаш (25 семейства), Войника (25 семейства), Каба сакал (23 семейства), Копаран (10 семейства), Къшладере (8 семейства), Саръ Муса (7 семейства), Карагьозлер (5 семейства), Ичме (5 семейства), Папарос, днес квартал на Бургас (5 семейства), Ахлатли (3 семейства), Тюркменли, Лъджакьой (днес квартал на Бургас), Якезли, Урумкьой, Малка поляна, Ахренли, Келешкьой, Факия, Яворово, както и в Бургас, Варна, Созопол и на други места. 24 семейства са заселени в село Ветрен, днес квартал на Бургас.

## Личности
Родени в Каваклия
- Димитър Петканов (1886 – ?), български свещеник и революционер
- Иван Котков (1858 – 1901), български революционер
- Константин Петканов (1891 – 1952), български учен и писател, академик
- Константин Петканов (1868 – 1956), български просветен деец и революционер
- Никола Димитров Будаков (1883 – 1944), български комунистически деец[7]
- Никола Константинов (1877 – ?), български юрист, в 1901 година завършил право в Софийския университет[8]
- Никола Петканов (1852 – 1926), български свещеник, просветен деец и революционер
- Никола Христов Димитров (1886 – 1943), български доктор, активист на БКП[7]

Починали в Каваклия
- Богомир Ернеков Тоушски, български военен деец, майор, загинал през Балканската война[9]